# Florín neerlandés
El florín neerlandés (en neerlandés: gulden) (conocido erróneamente como florín holandés) fue la moneda oficial de los Países Bajos desde el siglo XVII hasta 2002, cuando fue sustituido por el euro. Actualmente, el florín se utiliza todavía en las Antillas Neerlandesas y en Aruba, aunque estas monedas son distintas de las utilizadas en la metrópoli. En 2004, el florín de Surinam fue sustituido por el dólar surinamés.
El nombre en neerlandés medio, Gulden, es un adjetivo que significa, Dorado, en relación con las primeras monedas de oro. El nombre en español florín, así como su símbolo ƒ o fl., derivan de una antigua moneda, el florijn.
La tasa oficial de cambio se fijó en 2,20371 NLG por 1 EUR.

## Historia
El primer florín era una moneda de plata de 10,61 g y 910 milésimas acuñada en los Estados de Holanda y Frisia Occidental en 1680. Los primeros florines tenían la imagen de Atenea sosteniendo una lanza con un sombrero en la mano izquierda y apoyada sobre un pedestal. Este florín se dividía en 20 stuivers, y cada uno de estos en 8 duiten o 16 penningen. Poco a poco el florín fue sustituyendo a otras monedas de plata que circulaban por cada una de las siete provincias neerlandesas, como el florijn, el daalder, el rijksdaalder, o el ducado de plata.

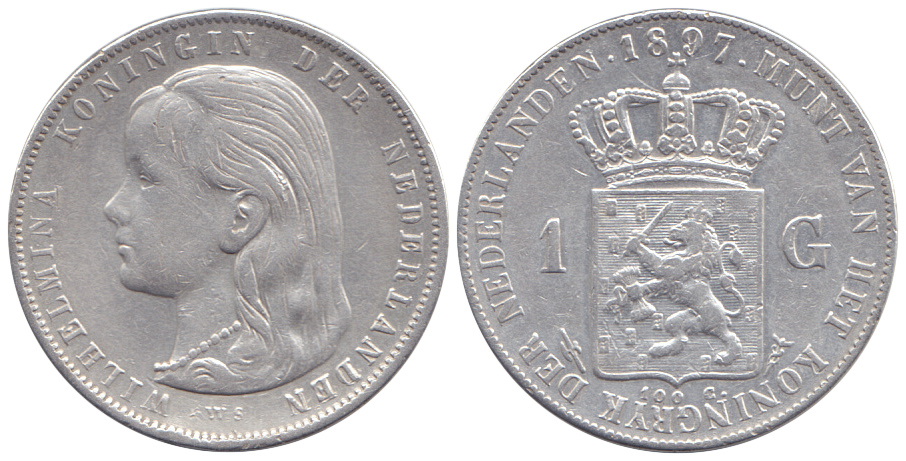
Florín (gulden), 1897. Holanda, Reina Guillermina. Plata.

Francia se anexionó los Países Bajos entre 1810 y 1814 y el franco francés fue la moneda de curso legal. Tras las guerras napoleónicas, el Reino de los Países Bajos volvió a adoptar el florín. En 1817 se introdujo la decimalización de la moneda, en la que 1 florín se componía de 100 céntimos. Sin embargo, no fue hasta los años 40 cuando las monedas anteriores a la decimalización (muchas de las cuales databan del siglo XVII) desaparecieron del mercado, mientras que algunas de las nuevas acuñaciones seguían manteniendo nombres basados en los antiguos valores del sistema monetario anterior. 
Al principio los Países Bajos tenían un patrón ponderal basado en dos metales, en el que un florín equivalía a 605,61 miligramos de oro fino o 9,615 gramos de plata fina. En 1840 el patrón de plata se ajustó a 9,45 g y el patrón de oro dejó de usarse en 1848. En 1875, se adoptó un nuevo patrón de base oro en el que 1 florín equivalía a 604,8 mg de oro fino. Este patrón se volvió a suspender entre 1914 y 1925 y fue abandonado definitivamente en 1936.
Tras la ocupación alemana el 10 de mayo de 1940, el florín se fijó al reichsmark con una tasa de cambio de 1 NLG = 1,50 RM. Esta tasa se redujo a 1,327 en julio del mismo año. El bando aliado introdujo una tasa de cambio de 2,652 NLG = 1 USD, la cual se estableció tras la firma de los Acuerdos de Bretton Woods. En 1949, la tasa se cambió a 3,80 NLG = 1 USD, al mismo tiempo que se devaluó la libra esterlina. En 1961 el florín se revaluó a 3,62 NLG = 1 USD, una tasa de cambio aproximada a la del marco alemán. Desde 1967 los florines comenzaron a acuñarse en níquel en lugar de plata.
En 2002 el florín fue reemplazado por el euro. Las monedas podían cambiarse por euros en todas las filiales del Nederlandsche Bank hasta el 1 de enero de 2007. Los billetes podrán cambiarse hasta el 1 de enero de 2032.

## Peculiaridades

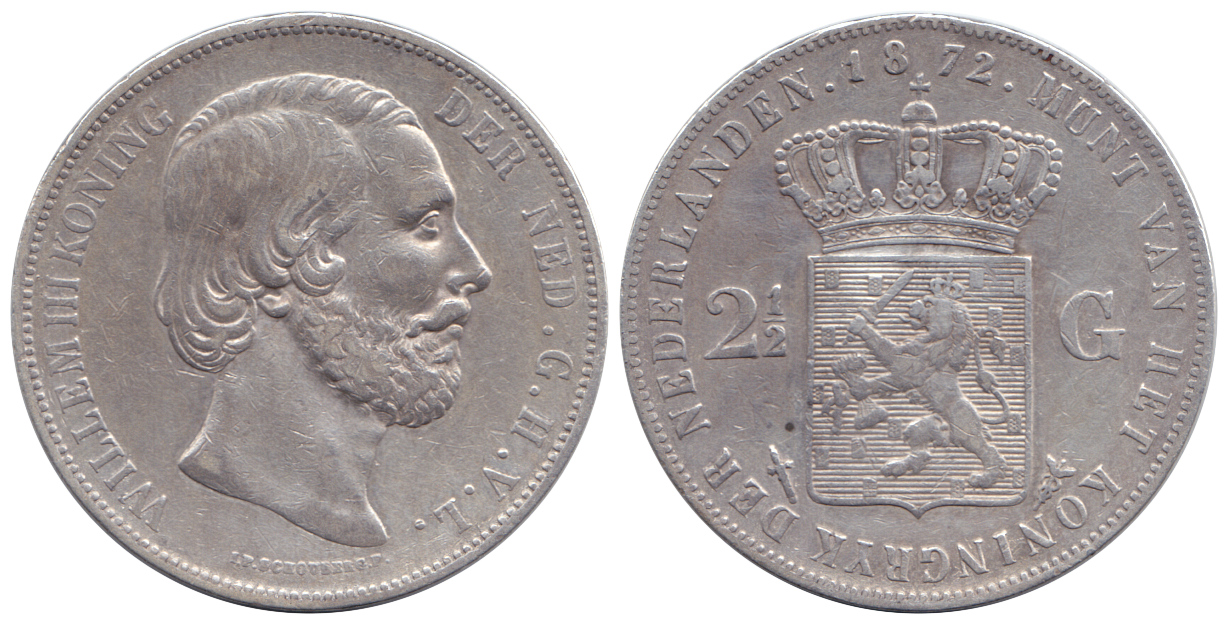
Moneda de 2'5 florines de 1872, Países Bajos, Guillermo III. Plata.

Una característica del florín neerlandés es que las denominaciones de las monedas y los billetes utilizan un sistema de cuartos, por lo tanto en vez de haber denominaciones de 0,20, 2, 20 y 200, existen denominaciones de 0'25, 2'50, 25 y 250 florines.

## Monedas
Durante el siglo XVIII cada provincia neerlandesa acuñaba su propia moneda, en denominaciones de 1 duit de cobre, 1, 2, 6 y 10 stuivers de plata, 1 y 3 florines de plata, ½ y 1 rijksdaalder, y ½ y 1 ducado, también de plata. Para las monedas de cambio se acuñaban denominaciones de 1 y 2 ducados de oro. La República Bátava acuñó denominaciones parecidas entre 1795 y 1806. El Reino de Holanda acuñó monedas de plata de 10 y 50 stuivers, 1 y 2½ florines, 1 rijksdaalder, junto con las monedas de oro de 10 y 20 florines. Hoy en día se siguen acuñando monedas de 1 y 2 ducados de plata para los coleccionistas.
En 1817, las primeras monedas del sistema decimal se acuñaron en denominaciones de 1 céntimo de cobre y 3 florines de plata. Las demás denominaciones se introdujeron en 1818: ½ céntimo de cobre, 5, 10 y 25 céntimos de plata, ½ y 1 florín de plata, y 10 florines de oro. En 1826 se introdujo una nueva moneda de 5 florines de oro.
En 1840, se redujo la cantidad de plata en las monedas y los 3 florines se sustituyeron por una moneda de 2½ florines. En 1853 se suspendió el patrón de oro. Durante 1874 la producción de monedas de plata con un valor superior a los 10 céntimos dejaro de acuñarse. En 1875 se volvió a acuñar monedas de 10 florines de oro, y en 1877 se introdujeron monedas de 2½ de cobre. En 1907 las monedas de 5 céntimos de plata se sustituyeron por piezas de cuproníquel. En 1912 volvieron a introducirse monedas de 5 florines de oro, pero este patrón acabó definitivamente en 1933.
En 1941, tras la ocupación alemana la producción de todas las monedas cesó para introducirse nuevos tipos de zinc para las denominaciones de 1, 2½, 5, 10 y 25 céntimos. Las cantidades mayores anteriores a la I Guerra Mundial, y las monedas de 10 y 25 céntimos de plata se acuñaron en Estados Unidos entre 1943 y 1945 para usarse tras la liberación.
En 1948, se introdujeron nuevas denominaciones de 1 y 5 céntimos de bronce, y 10 y 25 céntimos de níquel, seguidas por una nueva serie de monedas de plata de 1 y 2½ florines de plata en 1954. En 1967 y 1969 respectivamente, estas se sustituyeron por monedas de níquel. En 1983, la moneda de 1 céntimo dejó de ser de curso legal a la vez que se introducían monedas de 5 florines de bronce con núcleo de níquel en 1987, aunque el billete de esta denominación se siguió utilizando hasta 1995.
Antes de la adopción del euro, las monedas que circulaban en los Países Bajos eran de las siguientes denominaciones:

### Series de la reinaJuliana I
| Denominación | Metal | Diámetro (mm) | Peso (g) | Canto                | Anverso                                      | Reverso                                                          |
| ------------ | ----- | ------------- | -------- | -------------------- | -------------------------------------------- | ---------------------------------------------------------------- |
| 1 Céntimo    | Cu+Zn | 15,00         | 2,00     | Liso                 | Juliana I - JULIANA KONINGIN DER NEDERLANDEN | 1 CENT - año de acuñación                                        |
| 5 Céntimos   | Cu+Zn | 21,00         | 3,50     | Liso                 | Juliana I - JULIANA KONINGIN DER NEDERLANDEN | 5 CENT - Rama de naranjo - año de acuñación                      |
| 10 Céntimos  | Cu+Ni | 15,00         | 1,50     | Estriado             | Juliana I - JULIANA KONINGIN DER NEDERLANDEN | 10 CENT - Corona - año de acuñación                              |
| 25 Céntimos  | Cu+Ni | 19,00         | 3,00     | Estriado             | Juliana I - JULIANA KONINGIN DER NEDERLANDEN | 25 CENT - Corona - año de acuñación                              |
| 1 Florín     | Cu+Ni | 25,00         | 6,00     | Liso GOD ZIJ MET ONS | Juliana I - JULIANA KONINGIN DER NEDERLANDEN | 1 G - Escudo de los Países Bajos - NEDERLAND - año de acuñación  |
| 2½ Florines  | Cu+Ni | 29,00         | 10,00    | Liso GOD ZIJ MET ONS | Juliana I - JULIANA KONINGIN DER NEDERLANDEN | 2½ G - Escudo de los Países Bajos - NEDERLAND - año de acuñación |

### Series de la reinaBeatriz I
| Denominación | Metal                       | Diámetro (mm) | Peso (g) | Canto                | Anverso                                      | Reverso                  |
| ------------ | --------------------------- | ------------- | -------- | -------------------- | -------------------------------------------- | ------------------------ |
| 5 Céntimos   | Cu+Zn                       | 21,00         | 3,50     | Liso                 | Beatriz I - BEATRIX KONINGIN DER NEDERLANDEN | 5 ct - año de acuñación  |
| 10 Céntimos  | Cu+Ni                       | 15,00         | 1,50     | Estriado             | Beatriz I - BEATRIX KONINGIN DER NEDERLANDEN | 10 ct - año de acuñación |
| 25 Céntimos  | Cu+Ni                       | 19,00         | 3,00     | Estriado             | Beatriz I - BEATRIX KONINGIN DER NEDERLANDEN | 25 ct - año de acuñación |
| 1 Florín     | Cu+Ni                       | 25,00         | 6,00     | Liso GOD ZIJ MET ONS | Beatriz I - BEATRIX KONINGIN DER NEDERLANDEN | 1 G - año de acuñación   |
| 2½ Florines  | Cu+Ni                       | 29,00         | 10,00    | Liso GOD ZIJ MET ONS | Beatriz I - BEATRIX KONINGIN DER NEDERLANDEN | 2½ G - año de acuñación  |
| 5 Florines   | Bronce depositado en Níquel | 23,50         | 9,25     | Liso GOD ZIJ MET ONS | Beatriz I - BEATRIX KONINGIN DER NEDERLANDEN | 5 G - año de acuñación   |

## Billetes
Entre 1814 y 1838, el Nederlandsche Bank emitió billetes en denominaciones de 25, 40, 60, 80, 100, 200, 300, 500 y 1000 florines. En 1846, se emitieron además bonos (muntbiljetten) en denominaciones de 5, 10, 20, 50, 100, 500 y 1000 florines.
En 1904, el Banco Central recomendó la emisión de papel moneda. Durante 1911 se imprimieron billetes de 10, 25, 40, 60, 100, 200, 300 y 1000 florines. En 1914, el gobierno introdujo "billetes de plata" (zilverbonnen) de 1, 2½ y 5 florines. Aunque los billetes de 5 florines solo se emitieron ese año, los de 1 florín continuaron hasta 1920 y los de 2½ florines hasta 1927.
En 1926, el Banco Central introdujo billetes de 20 florines, seguidos de los de 50 NLG en 1929 y 500 NLG en 1930. Con estas denominaciones se dejaron de emitir los billetes de 40, 60 y 300 florines durante los años 20.
En 1938, se volvieron a emitir "billetes de plata" de 1 y 2½ florines. Durante la II Guerra Mundial el Banco de los Países Bajos continuó emitiendo papel moneda con algunos cambios en los diseños, el más destacable, la sustitución del retrato de la reina Emma por un retrato de Rembrandt en los billetes de 10 florines. El bando aliado imprimió billetes datados en 1943 para utilizarse tras la liberación. Estos tuvieron denominaciones de 1, 2½, 10, 25, 50 y 100 florines.
Tras la guerra, el Banco Central emitió billetes de 10, 20, 25, 50, 100 y 1000 florines. El último billete de 20 NLG data de 1955, mientras que se introducían nuevas denominaciones de 5 NLG en 1966 y 250 NLG en 1985.
Con la adopción del euro, las últimas emisiones que circulaban eran de las siguientes denominaciones:
| Denominación  | Color predominante | Anverso                                                                                     | Reverso |
| ------------- | ------------------ | ------------------------------------------------------------------------------------------- | ------- |
| 10 Florines   | Azul               | 10 - TIEN GULDEN - Martín pescador - IJSVOGEL - ALCEDO ATTHIS ISPIDA - DE NEDERLADSCHE BANK | 10      |
| 25 Florines   | Rojo               | 25 - VIJFENTWINTIG GULDEN - Petirrojo - DE NEDERLADSCHE BANK                                | 25      |
| 50 Florines   | Amarillo           | 50 - vijftig gulden - Girasol - de nederlandsche bank                                       | 50      |
| 100 Florines  | Gris               | 100 - HONDERD GULDEN - Lechuza - DE NEDERLANDSCHE BANK                                      | 100     |
| 250 Florines  | Violeta            | 250 - tweehonderd vijftig gulden - Faro - de nederlandsche bank                             | 250     |
| 1000 Florines | Verde              | 1000 - DUIZEND GULDEN - Avefría - DE NEDERLANDSCHE BANK                                     | 1000    |